# Videogiochi più venduti per Super Nintendo Entertainment System

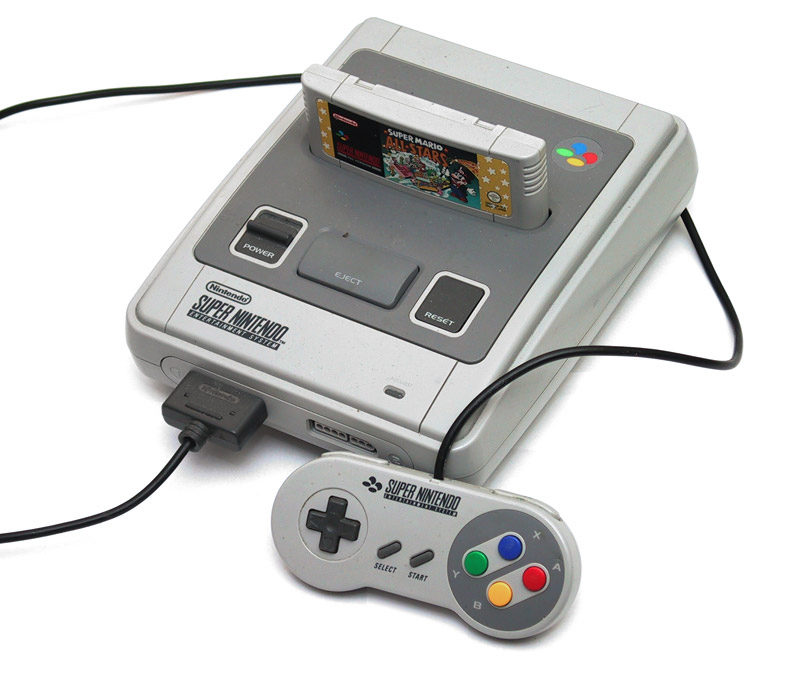
Versione europea del Super Nintendo Entertainment System con la cartuccia di Super Mario All-Stars

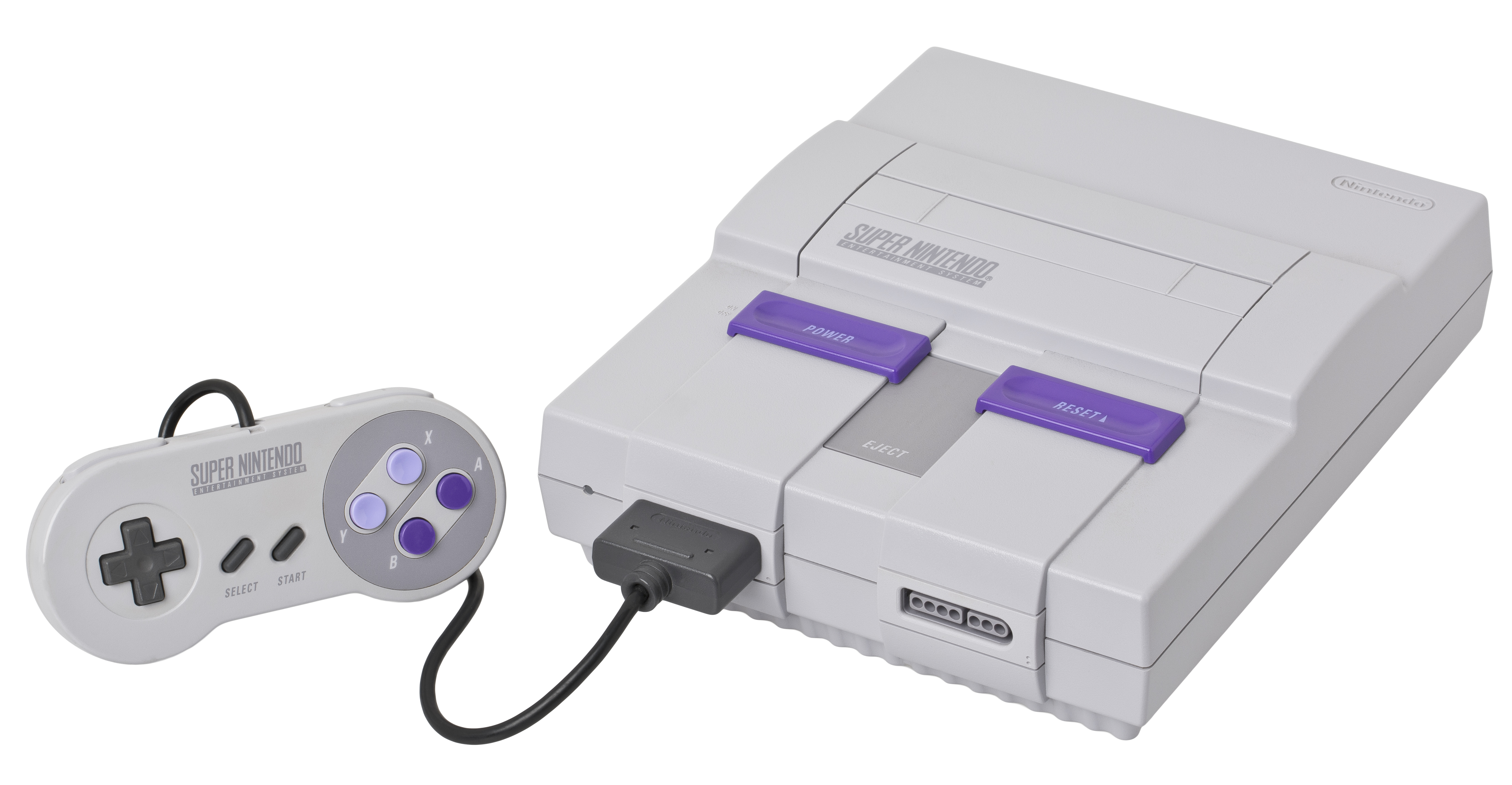
Versione nordamericana del Super Nintendo Entertainment System

Questa pagina ospita una lista dei giochi più venduti per Super Nintendo Entertainment System, contando sia il mercato orientale che occidentale.

## Lista
| Titolo                                              | Uscita | Vendite                                                                      |
| --------------------------------------------------- | ------ | ---------------------------------------------------------------------------- |
| Super Mario World                                   | 1990   | 20.60 milioni                                                                |
| Donkey Kong Country                                 | 1994   | 9 milioni                                                                    |
| Super Mario Kart                                    | 1992   | 8.76 milioni                                                                 |
| Street Fighter II: The World Warrior                | 1991   | 6.3 milioni                                                                  |
| The Legend of Zelda: A Link to the Past             | 1991   | 4.61 milioni                                                                 |
| Donkey Kong Country 2: Diddy's Kong Quest           | 1995   | 4.37 milioni circa: 2.21 milioni in Giappone, 2.16 milioni negli Stati Uniti |
| Street Fighter II Turbo                             | 1992   | 4.1 milioni                                                                  |
| Star Fox                                            | 1993   | 4 milioni                                                                    |
| Super Mario World 2: Yoshi's Island                 | 1995   | 4 milioni                                                                    |
| Killer Instinct                                     | 1994   | 3.2 milioni                                                                  |
| Dragon Quest VI: Nel Regno dei Sogni                | 1995   | 3.2 milioni in Giappone                                                      |
| Donkey Kong Country 3: Dixie Kong's Double Trouble! | 1996   | 2.89 milioni circa: 1.77 milioni in Giappone, 1.12 milioni negli Stati Uniti |
| Dragon Quest V: La sposa del destino                | 1992   | 2.8 milioni in Giappone                                                      |
| F-Zero                                              | 1990   | 2.85 milioni                                                                 |
| Chrono Trigger                                      | 1995   | 2.7 milioni; inclusa la versione PlayStation                                 |
| Final Fantasy VI                                    | 1994   | 2.55 milioni in Giappone                                                     |
| Final Fantasy V                                     | 1992   | 2.45 milioni in Giappone                                                     |
| Super Mario All-Stars                               | 1993   | 2.12 milioni in Giappone                                                     |
| Pilotwings                                          | 1990   | 2 milioni                                                                    |
| Super Street Fighter II: The New Challengers        | 1993   | 2 milioni                                                                    |
| Secret of Mana                                      | 1993   | 1.83 milioni                                                                 |
| Disney's Aladdin                                    | 1993   | 1.75 milioni                                                                 |
| Kirby's Ghost Trap                                  | 1995   | 1.7 milioni in Giappone                                                      |
| Mortal Kombat II                                    | 1993   | 1.51 milioni negli Stati Uniti                                               |
| Romancing SaGa 2                                    | 1993   | 1.49 milioni                                                                 |
| Final Fight                                         | 1990   | 1.48 milioni                                                                 |
| Super Mario RPG: Legend of the Seven Stars          | 1996   | 1.47 milioni in Giappone                                                     |
| Dragon Ball Z: Super Fighting Story                 | 1993   | 1.45 milioni in Giappone                                                     |
| Final Fantasy IV                                    | 1991   | 1.44 milioni in Giappone                                                     |
| Dragon Quest III: E così entrò nella leggenda...    | 1996   | 1.4 milioni in Giappone                                                      |
| Romancing SaGa                                      | 1992   | 1.32 milioni                                                                 |
| Romancing SaGa 3                                    | 1995   | 1.3 milioni in Giappone                                                      |
| The Lion King                                       | 1994   | 1.27 milioni negli Stati Uniti                                               |
| Mortal Kombat 3                                     | 1995   | 1.22 milioni negli Stati Uniti                                               |
| NBA Jam                                             | 1994   | 1.22 milioni negli Stati Uniti                                               |
| Disney's Magical Quest                              | 1992   | 1.21 milioni                                                                 |
| Derby Stallion III                                  | 1995   | 1.2 milioni in Giappone                                                      |
| Dragon Quest I & Dragon Quest II                    | 1993   | 1.2 milioni in Giappone                                                      |
| Mega Man X                                          | 1993   | 1.16 milioni                                                                 |
| Dragon Ball Z: Super Fighting Story II              | 1993   | 1.15 milioni in Giappone                                                     |
| Derby Stallion '96                                  | 1996   | 1.1 milioni in Giappone                                                      |
| Kirby's Fun Pak                                     | 1996   | 1.1 milioni in Giappone                                                      |
| Super Ghouls 'n Ghosts                              | 1991   | 1.09 milioni                                                                 |
| Final Fight 2                                       | 1993   | 1.03 milioni                                                                 |
| Super Metroid                                       | 1994   | 1 milioni                                                                    |

Totale giochi venduti per Super Nintendo al 31 dicembre 2009: 379,06 milioni.